# Tour de Polonia 2015
La 72.ª edición del Tour de Polonia se disputó entre el 2 y el 8 de agosto de 2015, con un recorrido de 1076 km distribuidos en siete etapas, con inicio en Varsovia y final en Cracovia.
El recorrido incluyó siete etapas: las cuatro primeras mayormente planas, las dos siguientes de montaña y una contrarreloj individual final. 
La carrera formó parte del UCI WorldTour 2015.
Tomaron parte en la carrera 19 equipos: los 17 de categoría UCI ProTeam (al ser obligada su participación); el único polaco de categoría Profesional Continental mediante invitación de la organización (CCC Polsat Polkowice); y una selección de Polonia (con corredores de equipos de categoría Continental) bajo el nombre de Reprezentacja Polski. Formando así un pelotón de 162 corredores de 8 ciclistas cada equipo, de los que acabaron 131.
El ganador final fue Ion Izagirre, tras ser segundo en las dos ediciones anteriores. Le acompañaron en el podio los belgas Bart De Clercq (quien además se hizo con la primera etapa montañosa) y Ben Hermans, respectivamente.
En las clasificaciones secundarias se impusieron Maciej Paterski (montaña), Marcel Kittel (puntos), Kamil Gradek (sprints) y Lotto-Soudal (equipos).

## Etapas
| Etapa     | Fecha    | Recorrido                            | type                    | Distancia (km) | Ganador            | Líder             |
| --------- | -------- | ------------------------------------ | ----------------------- | -------------- | ------------------ | ----------------- |
| 1.ª etapa | 2 de ago | Varsovia – Varsovia                  | etapa llana             | 122            | Marcel Kittel      | Marcel Kittel     |
| 2.ª etapa | 3 de ago | Częstochowa – Dąbrowa Górnicza       | etapa llana             | 146            | Matteo Pelucchi    | Marcel Kittel     |
| 3.ª etapa | 4 de ago | Zawiercie – Katowice                 | etapa llana             | 166            | Matteo Pelucchi    | Marcel Kittel     |
| 4.ª etapa | 5 de ago | Jaworzno – Nowy Sącz                 | etapa de media montaña  | 220            | Maciej Bodnar      | Kamil Zieliński   |
| 5.ª etapa | 6 de ago | Nowy Sącz – Zakopane                 | etapa de montaña        | 223            | Bart De Clercq     | Bart De Clercq    |
| 6.ª etapa | 7 de ago | Terma Bukovina – Bukowina Tatrzańska | etapa de montaña        | 174            | Sergio Luis Henao  | Sergio Luis Henao |
| 7.ª etapa | 8 de ago | Cracovia – Cracovia                  | contrarreloj individual | 25             | Marcin Białobłocki | Ion Izagirre      |

## Clasificaciones finales

### Clasificación general
| \| Clasificación general \| Clasificación general \| Clasificación general \| Clasificación general \| Clasificación general \| \| Ciclista \| Ciclista \| Equipo \| Tiempo \| \| \| --------------------- \| --------------------- \| --------------------- \| --------------------- \| --------------------- \| \| 1.º \| Ion Izagirre \| Movistar Team \| 26 h 04 min 38 s \| \| \| 2.º \| Bart De Clercq \| Lotto-Soudal \| + 2 s \| \| \| 3.º \| Ben Hermans \| BMC Racing Team \| + 3 s \| \| \| 4.º \| Ilnur Zakarin \| Katusha \| + 14 s \| \| \| 5.º \| Fabio Aru \| Astana \| + 15 s \| \| \| 6.º \| Diego Ulissi \| Lampre-Merida \| + 19 s \| \| \| 7.º \| Christophe Riblon \| AG2R La Mondiale \| + 40 s \| \| \| 8.º \| Sergio Luis Henao \| Team Sky \| + 54 s \| \| \| 9.º \| Davide Formolo \| Cannondale-Garmin \| + 1 min 23 s \| \| \| 10.º \| Mikel Nieve \| Team Sky \| + 1 min 32 s \| \| |                   |                   |                  |
| |                   |                   |                  |
| Fuentes: ProCyclingStats Cycling Archives |                   |                   |                  |
| Clasificación general |                   |                   |                  |
| Ciclista | Ciclista          | Equipo            | Tiempo           |
| 1.º | Ion Izagirre      | Movistar Team     | 26 h 04 min 38 s |
| 2.º | Bart De Clercq    | Lotto-Soudal      | + 2 s            |
| 3.º | Ben Hermans       | BMC Racing Team   | + 3 s            |
| 4.º | Ilnur Zakarin     | Katusha           | + 14 s           |
| 5.º | Fabio Aru         | Astana            | + 15 s           |
| 6.º | Diego Ulissi      | Lampre-Merida     | + 19 s           |
| 7.º | Christophe Riblon | AG2R La Mondiale  | + 40 s           |
| 8.º | Sergio Luis Henao | Team Sky          | + 54 s           |
| 9.º | Davide Formolo    | Cannondale-Garmin | + 1 min 23 s     |
| 10.º | Mikel Nieve       | Team Sky          | + 1 min 32 s     |

### Clasificación de la montaña
| Posición | Ciclista        | Equipo               | Puntos |
| -------- | --------------- | -------------------- | ------ |
|          | Maciej Paterski | CCC Polsat Polkowice | 44     |
| 2º       | Grega Bole      | CCC Polsat Polkowice | 40     |
| 3º       | Edward Beltrán  | Tinkoff-Saxo         | 38     |
| 4º       | Michał Gołaś    | Etixx-Quick Step     | 26     |
| 5º       | Kamil Zieliński | Reprezentacja Polski | 25     |

### Clasificación por puntos
| Posición | Ciclista         | Equipo           | Puntos |
| -------- | ---------------- | ---------------- | ------ |
|          | Marcel Kittel    | Giant-Alpecin    | 53     |
| 2º       | Ion Izagirre     | Movistar         | 50     |
| 3º       | Ben Hermans      | BMC Racing       | 46     |
| 4º       | Sébastien Turgot | AG2R La Mondiale | 44     |
| 5º       | Caleb Ewan       | Orica GreenEDGE  | 41     |

### Clasificación de los sprints
| Posición | Ciclista           | Equipo               | Puntos |
| -------- | ------------------ | -------------------- | ------ |
|          | Kamil Gradek       | Reprezentacja Polski | 8      |
| 2º       | Marcin Białobłocki | Reprezentacja Polski | 8      |
| 3º       | Matej Mohorič      | Cannondale-Garmin    | 4      |
| 4º       | Diego Ulissi       | Lampre-Merida        | 3      |
| 5º       | Davide Formolo     | Cannondale-Garmin    | 3      |

### Clasificación por equipos
| Posición | Equipo       | Tiempo           |
| -------- | ------------ | ---------------- |
|          | Lotto Soudal | 78 h 21 min 52 s |
| 2º       | BMC Racing   | a 3 min 34 s     |
| 3º       | Sky          | a 8 min 26 s     |
| 4º       | Astana       | a 13 min 07 s    |
| 5º       | Tinkoff-Saxo | a 22 min 23 s    |